# Trattato di amicizia e commercio tra Francia e Giappone
Il trattato di amicizia e commercio tra Francia e Giappone (日仏修好通商条約?, nichifutsu shūkō tsūshō jōyaku) (1858) fu il documento che aprì ufficialmente le relazioni diplomatiche e commerciali tra Francia e Giappone.

## Descrizione
Il trattato venne firmato ad Edo, in Giappone, il 9 ottobre 1858, da Jean-Baptiste Louis Gros, comandante della spedizione francese in Cina, assistito da Charles de Chassiron e da Alfred de Moges, ed aprì ufficialmente le relazioni diplomatiche tra Francia e Giappone. Il trattato venne siglato a seguito della firma del trattato di Harris tra Stati Uniti e Giappone, motivo per cui poco dopo Francia, Russia, Gran Bretagna e Paesi Bassi seguirono tale esempio: il Giappone venne costretto ad applicare anche alle altre nazioni le condizioni favorevoli concesse agli Stati Uniti. I trattati sottoscritti nel 1858 sono noti anche col nome complessivo di trattati di Ansei. I punti fondamentali del trattato tra Francia e Giappone furono i seguenti:
- scambio di agenti diplomatici;
- apertura dei porti di Edo, Kōbe, Nagasachi, Niigata e Yokohama al commercio con la Francia;
- possibilità per i cittadini francesi di vivere e commerciare presso questi porti tutte le merci ad eccezione dell'oppio;
- extraterritorialità della giurisdizione dei cittadini francesi residenti in Giappone, sottoposti nel giudizio alla corte consolare anziché al sistema legislativo giapponese;
- basse tariffe d'importazione, il che privò di fatto il governo giapponese del controllo del proprio commercio con l'estero ed evitò ogni forma di protezionismo nei confronti delle industrie patrie.

Nel 1859, Gustave Duchesne de Bellecourt giunse in Giappone e divenne il primo ambasciatore francese in Giappone. Venne aperto in quello stesso anno anche un consolato francese presso il tempio di Saikai-ji, a Mita, Edo, come pure gli statunitensi già avevano fatto presso il tempio di Zenpuku-ji, e gli inglesi presso il tempio di Tōzen-ji.
La ratifica del trattato avvenne presso lo shōgun Tokugawa Iemochi da parte di Duchesne de Bellecourt, il 4 febbraio 1860.